# リンゴズ・ロートグラヴィア
『リンゴズ・ロートグラヴィア』（原題:  Ringo's Rotogravure ）は、リンゴ・スターが1976年9月に発表した5枚目のスタジオ・アルバムである。『リンゴ』以来、元ビートルズのメンバー4人全員が関わった2枚目のアルバムとなった。

## 解説

### 制作に至る経緯
1976年1月、スターがビートルズ時代から長年在籍してきたEMI/キャピトルとのレコーディング契約が終了した。3月、彼はイギリスでは前年に自ら設立したリング・オー・レコードの配給元であるポリドール・レコード、アメリカではアトランティック・レコードと契約した。
スターは当初、アルバム『リンゴ』『グッドナイト・ウィーン』と同様にプロデュースをリチャード・ペリーに依頼するつもりだったが、せっかく移籍したのだから別のプロデューサーを試してみることにした。彼はアトランティック・レコードから、当時副社長でビージーズのプロデュースで再び脚光を浴びていた社内プロデューサーのアリフ・マーディンを起用するように提案されており、マーディンとロンドンで面会して一緒に仕事をすることに決めた。

### レコーディング
スターはこれまでと同様、友人たちに曲を書いてレコーディングに参加してもらうという実績ある方法を採用した。今回は元ビートルズのジョン・レノン、ポール・マッカートニー、ジョージ・ハリスン、旧友のハリー・ニルソン、ピーター・フランプトン、メリッサ・マンチェスター、ドクター・ジョンに加えて、エリック・クラプトンも参加した。
セッションは4月、友人たちが多くいるロサンゼルスにあるザ・サンセット・スタジオで始まり、最終的には6月12日にチェロキー・スタジオに移った。当時「主夫」生活に入っていたレノンは快く「クッキン」を書き下ろし、レコーディングではスターの要望でピアノを演奏した。マッカートニーはウイングスの全米ツアーの最中、スターの当時の恋人ナンシー・アンドリュースを称える「ピュア・ゴールド」を作曲し、ロサンゼルス公演のために訪れていた6月19日、レコーディングに参加した。ハリスンはアルバム『33 1/3』の制作に追われて、スターに新曲を提供することもレコーディングに参加することもできなかった。そこでスターはハリスンの楽曲で以前から好きだった「When Every Song Is Sung」を録音する許可を取り付けた。「アイル・スティル・ラヴ・ユー」と改題された同曲はハリスン本人を含む数々のアーティストが完成できなかった難曲であり、スターのレコーディングも難航し、最終的にマーディンがシンセサイザーを使ってようやく完成させた。クラプトンは「これが歌ってものさ」を提供し、ギターを演奏した。
「ラス・ブリサス」は、スターが1974年に『グッドナイト・ウィーン』のプロモーションのためにメキシコを訪れた際、アカプルコで滞在したホテルの名前「Las Brisas」が「そよ風」という意味であることを知ったアンドリュースが綴った詩を基に作った曲であった。スターはロサンゼルス中のメキシコ料理店を回ってレコーディングに相応しいマリアッチ・バンドを探し、ペドロ・レイが率いるマリアッチ・ロス・ガレロスを見つけ起用した。「レディ・ゲイ」は、イギリスのシンガーソングライター、クリフォード・T・ウォードが1975年に発表したアルバム『No More Rock 'N' Roll』に収録されていた「Birmingham」の題名と歌詞の一部を変えたものである。題名は1973年に全英8位を記録したウォードのヒット曲「Gaye」から取られている。またフランプトンがギター演奏をしている「ロックは恋の特効薬」は、当時リング・オーに所属していたオーストラリアのシンガーソングライター、カール・グロスマンの曲である。このほか、スターがルルの弟ビリー・ローリーと共作した「Where Are You Going」や、ニルソンと共作した「Party」もレコーディングされたが、アルバムに収録されることはなかった。

### リリース
契約時には6月にリリースされる予定であったが、レコーディングが長引いたため、1976年9月17日にイギリスで、27日にアメリカで発売された。タイトルの「ロートグラヴィア」はグラビア印刷のことで、スターがたまたまテレビで見た1948年のミュージカル映画『イースター・パレード』の主題歌の歌詞「You’ll find that you’re in the rotogravure」に触発されたものであった。
アメリカでは先行シングルとして「ロックは恋の特効薬」が9月20日にリリースされ、ビルボードホット100で9週間チャートインしたが、最高26位を記録するにとどまった。アルバムも期待に反し、ビルボード200で9週間チャートインしたが、最高28位(3週連続)にとどまった。イギリスではさらにアルバムへの反応が悪く、発売後1か月たった10月15日にリリースされたシングルと共にチャート・インには至らなかった。
スターは、デンマーク、フランス、イタリアなどでもアルバムのプロモーション活動を積極的に行い、インタビューに応じた。オランダではテレビ番組『Voor De Vuist Weg』に出演した。10月17日にはソロになって初めて来日し、21日にNHKの『ニュースセンター9時』、28日にフジテレビの『スター千一夜』に出演した。
続くシングルは挽回を図るため、スターはこれまで成功を収めてきたオールディーズのカバー曲を使う手法を用いることにし、ブルース・チャンネルの1961年の全米1位のヒット曲「ヘイ！ベイビー」を選んだ。アメリカでは11月22日にリリースされたが、わずか3週間しかチャート・インできず、最高74位で失速した 。イギリスでは11月26日に発売されたが、前作同様チャート・インには至らなかった。
1992年8月16日、『リンゴズ・ロートグラヴィア』はアトランティックから『ウィングズ〜リンゴ IV』と共にアメリカでCDとして再発された。

## アートワーク
アルバムのアート・ディレクションはジョン・コッシュが担当した。ジャケット写真は、ハリウッド・アンド・ヴァインにあるデイビッド・アレキサンダーのスタジオで撮影された。スターが持っている虫眼鏡は、アレキサンダーが照明の調整をしている間に引き出しの中から見つけたものであった。スターの目にはロン・ラーソンによって色が加えられた。
裏ジャケット写真は、ビートルズ写真家として有名だったトミー・ハンリーが、当時閉鎖され、扉がビートルズ・ファンの落書きで埋め尽くされていた、アップル・コアのオフィスの入り口を撮影したものであった。なお、アルバムの初回出荷分には小さなプラスチック製の虫眼鏡が同梱されており、購入者は裏表紙に描かれた落書きを読むことができた。
なお、見開きのスナップ写真はマーク・ハナウアーが、インナースリーブの写真はアレキサンダーが担当した。

## 収録曲

### オリジナル・アナログ・LP
| #         | タイトル                                                               | 作詞・作曲                               | オリジナル・シンガー（リリース年） | 時間  |
| --------- | ---------------------------------------------------------------------- | ---------------------------------------- | ---------------------------------- | ----- |
| 1.        | 「ロックは恋の特効薬」(A Dose Of Rock'n Roll)                          | カール・グロスマン                       |                                    | 3:24  |
| 2.        | 「ヘイ・ベイビー」(Hey! Baby)                                          | マーガレット・コブ、ブルース・チャンネル | ブルース・チャンネル（1961年）     | 3:11  |
| 3.        | 「ピュア・ゴールド」(Pure Gold)                                        | ポール・マッカートニー                   |                                    | 3:14  |
| 4.        | 「クライン」(Cryin')                                                   | ヴィニ・ポンシア、リチャード・スターキー |                                    | 3:18  |
| 5.        | 「ユー・ドント・ノウ・ミー・アット・オール」(You Don't Know Me At All) | デーブ・ジョーダン                       |                                    | 3:16  |
| 合計時間: | 合計時間:                                                              | 合計時間:                                | 合計時間:                          | 16:23 |

| #         | タイトル                                              | 作詞・作曲                                                          | オリジナル・シンガー（リリース年）  | 時間  |
| --------- | ----------------------------------------------------- | ------------------------------------------------------------------- | ----------------------------------- | ----- |
| 1.        | 「クッキン」(Cookin' (In The Kitchen Of Love))        | ジョン・レノン                                                      |                                     | 3:41  |
| 2.        | 「アイル・スティル・ラヴ・ユー」(I'll Still Love You) | ジョージ・ハリスン                                                  |                                     | 2:57  |
| 3.        | 「これが歌ってものさ」(This Be Called A Song)         | エリック・クラプトン                                                |                                     | 3:14  |
| 4.        | 「ラス・ブリサス」(Las Brisas)                        | ナンシー・アンドリュース、リチャード・スターキー                    |                                     | 3:33  |
| 5.        | 「レディ・ゲイ」(Lady Gaye)                           | ヴィニ・ポンシア、リチャード・スターキー、クリフォード・T・ウォード | クリフォード・T・ウォード（1975年） | 2:57  |
| 6.        | 「スプーキー・ウィアードネス」(Spooky Weirdness)      |                                                                     |                                     | 1:26  |
| 合計時間: | 合計時間:                                             | 合計時間:                                                           | 合計時間:                           | 17:48 |

### 1992年再発盤
| #         | タイトル                                                               | 作詞・作曲                                                          | 時間  |
| --------- | ---------------------------------------------------------------------- | ------------------------------------------------------------------- | ----- |
| 1.        | 「ロックは恋の特効薬」(A Dose Of Rock'n Roll)                          | カール・グロスマン                                                  | 3:24  |
| 2.        | 「ヘイ・ベイビー」(Hey! Baby)                                          | マーガレット・コブ、ブルース・チャンネル                            | 3:11  |
| 3.        | 「ピュア・ゴールド」(Pure Gold)                                        | ポール・マッカートニー                                              | 3:14  |
| 4.        | 「クライン」(Cryin')                                                   | ヴィニ・ポンシア、リチャード・スターキー                            | 3:18  |
| 5.        | 「ユー・ドント・ノウ・ミー・アット・オール」(You Don't Know Me At All) | デーブ・ジョーダン                                                  | 3:16  |
| 6.        | 「クッキン」(Cookin' (In The Kitchen Of Love))                         | ジョン・レノン                                                      | 3:41  |
| 7.        | 「アイル・スティル・ラヴ・ユー」(I'll Still Love You)                  | ジョージ・ハリスン                                                  | 2:57  |
| 8.        | 「これが歌ってものさ」(This Be Called A Song)                          | エリック・クラプトン                                                | 3:14  |
| 9.        | 「ラス・ブリサス」(Las Brisas)                                         | ナンシー・アンドリュース、リチャード・スターキー                    | 3:33  |
| 10.       | 「レディ・ゲイ」(Lady Gaye)                                            | ヴィニ・ポンシア、リチャード・スターキー、クリフォード・T・ウォード | 2:57  |
| 11.       | 「スプーキー・ウィアードネス」(Spooky Weirdness)                       |                                                                     | 1:26  |
| 合計時間: | 合計時間:                                                              | 合計時間:                                                           | 34:11 |

## 参加ミュージシャン
※トラック・ナンバーはCD盤に準拠。
| - リンゴ・スター – ボーカル、ドラムス、マラカス(#9) - ジム・ケルトナー – ドラムス - クラウス・フォアマン – ベース(#1,3,7,8,10) - コッカー・ロ・プレスティ – ベース(#2,4,5) - ウィル・リー – ベース(#6) - ピーター・フランプトン – ギター(#1) - ロン・ヴァン・イートン – ギター(#2,3,4,5,7,8) - ジェシ・エド・デイヴィス – ギター(#1,10) - ダニー・コーチマー – ギター(#1,6,10) - エリック・クラプトン – ギター(#8) - スニーキー・ピート – スティール・ギター(#4) - ドクター・ジョン – キーボード(#1,10)、オルガン (#6)、ギター(#6) - ジョン・ジャーヴィス – キーボード(#2,3,5)、ピアノ(#4) - ジェーン・ゲッツ – キーボード(#3)、ピアノ(#7,8) - アリフ・マーディン – エレクトリックピアノ(#4)、シンセサイザー(#7) - ジョン・レノン – ピアノ(#6) | - キング・エリッソン – パーカッション(#6) - ジョージ・デヴェンス – コンガ(#3)、マリンバ(#10) - マリアッチ・ロス・ガレロス・デ・ペドロ・レイ – マリアッチ演奏、バッキング・ボーカル(#9) - ランディ・ブレッカー – トランペット (#1,2) - アラン・ルービン – トランペット(#1,2) - マイケル・ブレッカー – テナー・サックス (#1,2,10) - ジョージ・ヤング – テナー・サックス(#1,2) - ルー・マリーニ – テナー・サックス(#10) - ルイス・デル・ガット – バリトン・サックス(#1,10) - ドゥイッチ・ヘルマー – バッキング・ボーカル(#1) - ヴィニ・ポンシア – バッキング・ボーカル(#1,3,8,9) - メリサ・マンチェスター – バッキング・ボーカル(#1,6,8) - ジョー・ビーン – バッキング・ボーカル(#1) - マッド・モーリーズ – バッキング・ボーカル(#2)、手拍子(#2) - ポール・マッカートニー – バッキング・ボーカル(#3) - リンダ・マッカートニー – バッキング・ボーカル(#3) - ハリー・ニルソン – バッキング・ボーカル(#10) - デビッド・ラスリー – バッキング・ボーカル(#10) |

## チャート

### 週間チャート
| チャート (1976)              | 順位 |
| ---------------------------- | ---- |
| Australian Kent Music Report | 19   |
| Canadian RPM Albums Chart    | 35   |
| US Billboard 200             | 28   |